# Somatostatin
Somatostatin je hormon koji sudjeluje u regulaciji lučenja hormona rasta i u regulaciji probavnog sustava.
Somatostatin ima dva aktivna oblika koji nastaju različitim cijepanjem iz preproteina: jedan oblik se sastoji od 14 aminokiselina, drugi oblik 28 aminokiselina.
Somatostatin u mozgu nastaju u živčanim stanicama (neuronima) paraventrikularnih jezgara hipotalamusa, koji projiciraju svoje nastavke do eminencije medijane, gdje iz svojih okončina otpuštaju somatostatin u hipotalamusno-hipofizni portalni krvotok. Ovim krvotokom somatostatin dospijeva do prednjeg režnja hipofize gdje u somatotropnim stanicama inhibira lučenje hormona rasta.
Somatostatin u probavnom sustavu se luči u stanicama gušterače (delta stanice), želuca i crijeva, a djeluje tako da koči lučenje brojnih hormona probavnog sustava kao npr.: gastrin, kolecistokinin, sekretin, motilin, vazoaktivni intestinalni peptid (VIP), želučani inhibicijski peptid (GIP), enteroglukagon.